# Einar Olsen (fotografo)
Einar Olsen (Copenaghen, 11 maggio 1886 – 11 aprile 1966) è stato un fotografo danese.

## Biografia
Einar Olsen è stato assunto alla Nordisk Film nel 1905, dove ha completato la sua istruzione come fotografo nel 1909 per poi rimanere presso la medesima casa di produzione cinematografica fino al 1926.
In seguito ha lavorato con, fra gli altri, Carl Theodor Dreyer, per la realizzazione in Norvegia del film La fidanzata di Glomdal; poi è stato attivo per un paio di anni a Malmö, dove si è unito alla Palladium Film inizialmente come fotografo ed in seguito come direttore della fotografia; nel 1955 ha posto fine alla carriera dopo le riprese del film Ild og jord diretto Kai Wilton.
Olsen ha preso parte ad oltre 300 film, diretti, fra gli altri, da August Blom, A. W. Sandberg, Carl Theodor Dreyer, Emanuel Gregers, Johan Jacobsen, Kai Wilton, Karl Mantzius, Lau Lauritzen Sr. e Martinius Nielsen.
Nel 1954 è stato cofondatore della Lega danese dei fotografi cinematografici (Dansk Filmfotograf Forbund), della quale in seguito è stato nominato primo socio onorario.

## Filmografia
- Manden med de ni Fingre I, regia di A. W. Sandberg - (1915)
- Manden med de ni Fingre II, regia di A. W. Sandberg - (1915)
- Cowboymillionæren, regia di Lau Lauritzen Sr. - (1915)
- Den skønne Evelyn, regia di A. W. Sandberg - (1916)
- Ene i Verden, regia di A. W. Sandberg - (1916)
- Hendes Fortid, regia di A. W. Sandberg - (1916)
- Proletardrengen, regia di A. W. Sandberg  - (1916)
- Stakkels Meta, regia di Martinius Nielsen - (1916)
- Grubeejerens Død, regia di George Schnéevoigt - (1916)
- En Skilsmisse, regia di Martinius Nielsen - (1916)
- Fiskerlejets Datter, regia di Hjalmar Davidsen - (1917)
- Den sorte Kugle, regia di Martinius Nielsen - (1917)
- Naar Hjertet sælges, regia di Martinius Nielsen - (1917)
- Midnatssjælen, regia di Martinius Nielsen - (1917)
- Amors Hjælpetropper, regia di Hjalmar Davidsen - (1917)
- En Lykkeper, regia di Gunnar Sommerfeldt - (1918)
- Prøvens Dag, regia di Martinius Nielsen - (1918)
- Tidens barn, regia di Martinius Nielsen - (1918)
- Lykketyven, regia di Martinius Nielsen - (1918)
- Prinsens Kærlighed, regia di Martinius Nielsen - (1920)
- En Skuespillers Kærlighed, regia di Martinius Nielsen - (1920)
- Manden, der sejrede, regia di Holger-Madsen - (1920)
- Alpejægernes Indtog i København, regista sconosciuto - (1920)
- Alpejægernes Ankomst I-II, regista sconosciuto - (1920)
- Vor fælles Ven, regia di A. W. Sandberg - (1921)
- Kan disse Øjne lyve?, regia di A. W. Sandberg - (1921)
- Pigen fra Sydhavsøen, regia di A. W. Sandberg - (1922)
- Store Forventninger, regia di A. W. Sandberg - (1922)
- Lasse Månsson fra Skaane, regia di A. W. Sandberg - (1923)
- Nedbrudte Nerver, regia di A. W. Sandberg - (1923)

- Paa Slaget 12, regia di A. W. Sandberg - (1923)
- Lille Dorrit, regia di A. W. Sandberg - (1924)
- Min Ven Privatdetektiven, regia di A. W. Sandberg - (1924)
- Kærligheds-Øen, regia di A. W. Sandberg - (1924)
- Det store Hjerte, regia di August Blom - (1925)
- La fidanzata di Glomdal, (Glomdalsbruden) regia di Carl Theodor Dreyer - (1926)
- Klovnen (film fra 1926)|Klovnen, regia di A. W. Sandberg - (1926)
- Højt paa en Kvist, regia di Lau Lauritzen Sr. - (1929)
- Hr. Tell og Søn, regia di Lau Lauritzen Sr. - (1930)
- Pas paa Pigerne, regia di Lau Lauritzen Sr. - (1930)
- De bør forelske Dem, regia di Lau Lauritzen Sr. - (1935)
- Mille, Marie og mig, regia di Emanuel Gregers - (1937)
- Cocktail, regia di Emanuel Gregers - (1937)
- Den gamle Præst, regia di Jon Iversen - (1939)
- I de gode gamle Dage, regia di Johan Jacobsen - (1940)
- Sommerglæder, regia di Svend Methling - (1940)
- Kan de svømme?, regia di Valdemar Lauritzen - (1940)
- Tante Cramers Testamente, regia di Arne Weel - (1941)
- Wienerbarnet, regia di Arne Weel - (1941)
- Tag det som en Mand - !, regia di Johan Jacobsen - (1941)
- Med Baad og Sejl paa Isefjorden, regia di Gunnar Robert Hansen - (1941)
- Et Skud før Midnat, regia di Arne Weel - (1942)
- Ballade i Nyhavn, regia di Arvid Müller - (1942)
- Baby paa Eventyr, regia di Johan Jacobsen - (1942)
- Vi kunde ha' det saa rart !, regia di Christen Jul e Morgens Skot-Hansen - (1942)
- Mine kære Koner, regia di Johan Jacobsen - (1943)
- Som du vil ha' mig - !, regia di Johan Jacobsen - (1943)
- Møllen, regia di Arne Weel - (1943)
- Biskoppen, regia di Emanuel Gregers - (1944)
- Otte akkorder, regia di Johan Jacobsen - (1944)

- De tre Skolekammerater, regia di Johan Jacobsen e Arne Weel - (1944)
- I Gaar og i Morgen, regia di Christen Jul e Søren Melson - (1945)
- Mens Sagføreren sover, regia di Johan Jacobsen - (1945)
- Far betaler, regia di Johan Jacobsen - (1946)
- Lykke paa rejsen, regia di Christen Jul e Søren Melson - (1947)
- My Name is Petersen, regia di Christen Jul - (1947)
- Hvor er Far?, regia di Charles Tharnæs - (1948)
- Tyske flygtninge i Danmark, regia di Ole Berggreen - (1949)
- Det gælder os alle, regia di Alice O'Fredericks - (1949)
- Den stjålne minister, regia di Emanuel Gregers - (1949)
- Lejlighed til leje, regia di Emanuel Gregers - (1949)
- En fin forretning, regia di Erik Fiehn - (1949)
- I gabestokken, regia di Alice O'Fredericks e Jon Iversen - (1950)
- Din fortid er glemt, regia di Emil Reesen - (1950)
- Lyn-fotografen, regia di Mogens Fønss - (1950)
- Smedestræde 4, regia di Arne Weel - (1950)
- Hold fingrene fra mor, regia di Jon Iversen - (1951)
- Dorte, regia di Jon Iversen - (1951)
- Vores fjerde Far, regia di Jon Iversen - (1951)
- Her er vi igen, regia di A. V. Olsen e Lau Lauritzen Sr. - (1952)
- Avismanden, regia di Jon Iversen - (1952)
- Kærlighedsdoktoren, regia di Asbjørn Andersen - (1952)
- Ta' Pelle med, regia di Jon Iversen - (1952)
- Det gælder livet, regia di Jon Iversen - (1953)
- Hejrenæs, regia di Svend Methlink - (1953)
- Min søn Peter, regia di Jon Iversen - (1953)
- Et eventyr om tre, regia di Svend Methlink - (1954)
- Fy og Bi på Eventyr, regia di Lau Lauritzen Sr. - (1955)
- Ild og jord, regia di Kai Wilton - (1955)
- Skarpe skud i Nyhavn, regia di André de Thot - (1957)